# Franz Patat
Franz Xaver Maria Theresia Patat (* 15. Mai 1906 in Wien; † 11. Dezember  1982 in Wolfratshausen) war ein österreichisch-deutscher Chemiker.

## Leben
Nach dem Studium in Wien und Göttingen wurde er 1930 in Wien promoviert. Von 1930 bis 1934 war er Assistent am I. Chemischen Laboratorium der Universität Wien, von 1934 bis 1936 Assistent am Physikalisch-Chemischen Institut der Universität Göttingen. Seine wissenschaftliche Ausbildung schloss er 1936 mit der Habilitation in Göttingen im Bereich Physikalische Chemie ab. Im Werk Höchst der I.G. Farben arbeitete er in der Verfahrenstechnik zur Entwicklung der Kunststoffproduktion. Nach einer Professur für Chemie in Innsbruck ab 1945 war er bei Hoffmann-La Roche in Basel Leiter der Forschung. 1952 folgte die Berufung auf eine Professur für Technische Chemie an der TH Hannover. Von 1956 bis zu seiner Emeritierung 1970 wirkte er als Leiter des Institutes für Technische Chemie an der heutigen TU München. Zentrales Thema seines wissenschaftlichen Wirkens war die Polymerforschung.
In den Jahren 1962 bis 1964 war er auch Rektor der damaligen TH München. Von 1958 bis 1966 war er Mitglied im Wirtschafts- und Sozialausschuss der EWG. Als Rektor designatus in Hannover und Gründungsrektor der Universität Regensburg gab er zudem der Entwicklung zweier weiterer deutscher Hochschulen wesentliche Impulse.

## Ehrungen
- Ehrendoktor der Universität Innsbruck
- Ordentliches Mitglied der Braunschweigischen Wissenschaftlichen Gesellschaft (1953–1955), danach korrespondierendes Mitglied[1]
- Ehrenmitglied der Société de Chimie Industrielle
- Ehrenmitglied der Dechema
- Träger der Wilhelm-Exner-Medaille
- Namensnennung des Franz-Patat-Zentrums für Polymerforschung in Wolfsburg